# Fysische therapie
Fysische therapie is het toedienen van fysische prikkels met als doel aandoeningen aan het bewegingsapparaat te genezen.
Fysische therapie is een vorm van fysiotherapie. Door middel van fysische prikkels (warmte, koude, elektrische of ultrasone prikkels) op het te behandelen lichaamsdeel worden fysiologische reacties bewerkstelligd, met als doel de zelfgenezende werking van het lichaam te stimuleren. De meest beoogde fysiologische reacties zijn verbeteren van de weefselcirculatie (weefselherstel) en het beïnvloeden van de zenuwgeleiding (pijndemping of spierstimulatie).
Het toepassen van fysische therapie is voorbehouden aan fysiotherapeuten met een geldige BIG-registratie.